# Coalición del New Deal

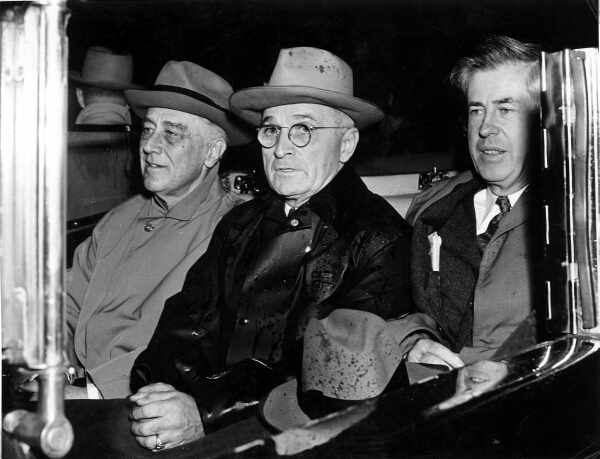
Franklin Roosevelt (izquierda), junto a su sucesor en la presidencia, Harry Truman (centro) y el vicepresidente de Roosevelt entre 1941 y 1945, Henry A. Wallace (derecha de la imagen).

La coalición del New Deal fue el nombre que recibió el amplio espectro de votantes, organizaciones políticas y grupos de interés en Estados Unidos que apoyaron el New Deal y votaron a los candidatos del Partido Demócrata entre 1932 y finales de la década de 1960. La defensa de las políticas del New Deal como punto de encuentro de una amplia amalgama de votantes, convirtió al Partido Demócrata de Estados Unidos en el partido hegemónico del país, pues todos los presidentes estadounidenses fueron demócratas entre 1932 y 1968, a excepción del republicano Dwight D. Eisenhower que gobernó entre 1952 y 1960, pero que también era favorable a los principios políticos y económicos del New Deal. Los demócratas también retuvieron el control de las dos cámaras del Congreso de Estados Unidos durante la mayor parte de ese periodo. 
Iniciada por el presidente demócrata Franklin D. Roosevelt, se logró forjar una coalición que incluía a organizaciones demócratas estatales, grupos de presión, redes políticas locales, sindicatos —incluidos grupos socialistas y comunistas, obreros, minorías como judíos o afroamericanos, liberales, agricultores, sureños blancos e intelectuales. Esta heterogénea coalición, que nunca se organizó formalmente y en cuyo seno existían continuas discrepancias, permitió a Roosevelt obtener el respaldo popular para la puesta en marcha de muchos programas gubernamentales a gran escala en el marco del New Deal. Desde la década de 1930, el término «liberal» se usó en la política estadounidense para identificar a los partidarios de la coalición, mientras que se conoció como «conservadores» a sus oponentes, unas definiciones que perduraron en la décadas posteriores.
Los politólogos llamaron a la época de hegemonía de la coalición como «quinto sistema de partidos» o Fifth Party System, para distinguirla del «cuarto sistema de partidos» desarrollado entre 1896 y 1932, al que reemplazó. Según Sidney Lubell, las primeras dos décadas de hegemonía demócrata resultaron en la formación de una «nueva clase media», que según una encuesta para las elecciones de 1948 veía al candidato demócrata, en ese momento Harry Truman, como el candidato más «seguro y conservador», y no su contrincante republicano. Según Lubell, para una parte significativa del electorado, los demócratas habían reemplazado a los republicanos como el «partido de la prosperidad». Para otras fuentes, en un clima de protestas y creciente sentimiento anticapitalista, Roosevelt y los demócratas aseguraron la estabilidad del sistema político y económico, además de ser los principales artífices de que no se crease un tercer partido nacional de izquierdas que amenazara el bipartidismo.
Finalmente, el desmoronamiento de la coalición se produjo por los cada vez mayores enfrentamientos entre sus distintas facciones en las elecciones de 1968, aunque continuó siendo el modelo a emular por los militantes demócratas en las décadas posteriores.

## Consecuencias políticas y legado

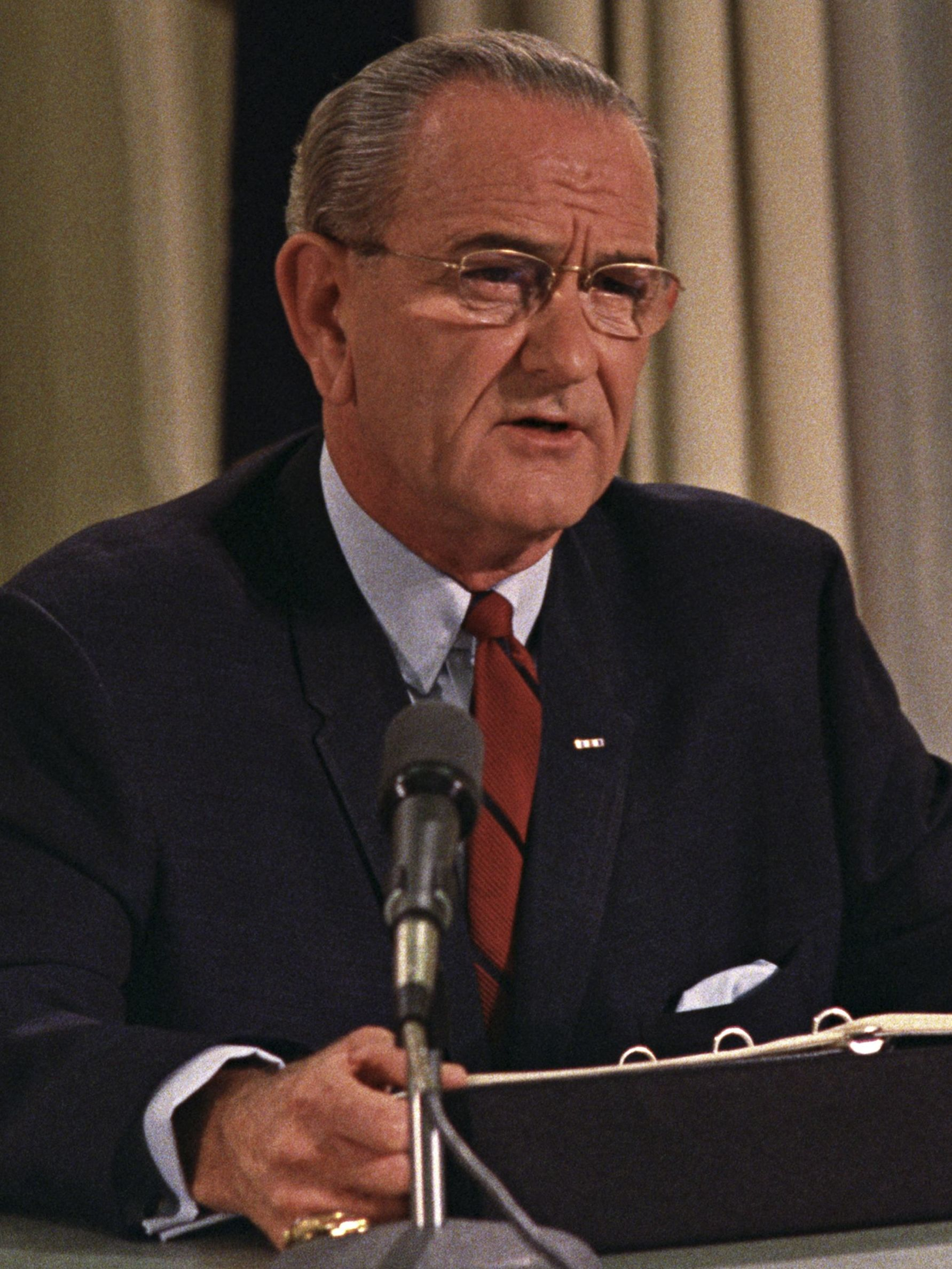
Lyndon Johnson en marzo de 1968. Como presidente, intentó revitalizar la coalición con iniciativas inspiradas en el New Deal como la Ley de Derechos Civiles o la Gran Sociedad, sin éxito.

Las maquinarías partidistas de las grandes ciudades comenzaron a desvanecerse en la década de 1940, con algunas excepciones como Albany y Chicago. La posición de los demócratas locales dependía en gran medida del Works Progress Administration (WPA). Cuando desapareció en 1943 reinaba el pleno empleo y no se creó un órgano que lo reemplazase. La Segunda Guerra Mundial trajo a Estados Unidos una ola de prosperidad que hizo innecesarios mecanismos de protección social como la propia WPA o el Cuerpo Civil de Conservación (CCC). En la década de 1950, los sindicatos continuaron creciendo en número de militantes y poder, pero desde la década de 1960 entraron en un declive constante. Aunque continuaron siendo importantes baluartes demócratas, con una afiliación cada vez menor, perdieron gran parte de su influencia. Entre las décadas de 1960 y 1990, muchas empresas industriales deslocalizaron numerosos puestos de trabajo del norte al llamado «Cinturón del Sol», donde no existían los sindicatos, organizaciones que el Partido Republicano con frecuencia tildaba de «corruptas e ineficaces». Los intelectuales dieron un apoyo cada vez mayor a los demócratas desde 1932. La guerra de Vietnam, sin embargo, provocó una seria división, con la Nueva Izquierda reacia a apoyar a la mayoría de los candidatos presidenciales demócratas. Desde la década de 1990, el creciente número de estadounidenses con estudios superiores ha tendido a apoyar mayoritariamente a los demócratas.
Los sureños blancos abandonaron el cultivo de algodón y tabaco y se mudaron a las ciudades, donde los programas del New Deal tuvieron muy poco impacto. A partir de la década de 1960, las ciudades y los suburbios del sur comenzaron a votar por los republicanos. Los sureños blancos creían que el apoyo que los demócratas del norte daban al Movimiento por los Derechos Civiles era un ataque político directo a sus intereses. Este cambio de mentalidad y los profundos cambios políticos que lo acompañaron abrieron el camino a candidatos conservadores como Barry Goldwater, quien en 1964 fue el primer republicano en obtener la victoria en el sur profundo. Desde la década de 1960, los estados sureños pasaron de ser un baluarte demócrata inexpugnable a ser mayormente republicanos —aunque se mantuvo una notable influencia demócrata. Tanto Jimmy Carter como Bill Clinton lograron que muchos blancos sureños votasen de nuevo por los demócratas, pero en las elecciones del 2000, los hombres blancos sureños que votaron a los republicanos doblaron a los que votaron a los demócratas, dando alas a una «nueva coalición republicana».
En la década de 1980, Ronald Reagan atrajo a muchos conservadores sociales de la clase trabajadora al voto republicano, los llamados demócratas por Reagan. Muchas minorías étnicas de clase media vieron al Partido Demócrata como un partido de clase trabajadora y prefirieron al Partido Republicano, visto como «el partido de la clase media». Además, aunque muchos apoyaron la Ley de Derechos Civiles de 1964, en general se opusieron a la integración racial y apoyaron los duros postulados republicanos para combatir el aumento de la delincuencia urbana de esos años. La comunidad judía continuó votando principalmente por los demócratas: el 74% votó por el candidato presidencial demócrata en 2004, el 78% en 2008 y el 69% en 2012. 
Los afroamericanos se hicieron más fuertes en sus lealtades demócratas y en su número. Entre la década de 1930 y la 1960, los votantes negros en el norte comenzaron a ser demócratas, mientras que los del sur fueron en gran parte privados de sus derechos electorales. Tras el Movimiento de Derechos Civiles en la década de 1960, los votantes negros adquirieron mucha mayor importancia en las bases demócratas. Su lealtad a los demócratas es transversal y generalizada, independientemente de sus niveles de renta o zona geográfica, por lo que forman el bloque de votantes más unificado del país, pues más del 90% de los votantes negros han apoyado a los demócratas desde 2008.